# Jussi Kurikkala
Juho „Jussi“ Samuli Kurikkala (* 12. August 1912 in Kalajoki; † 10. März 1951 in Helsinki) war ein finnischer Skilangläufer und Leichtathlet, der Ende der 1930er und in den 1940er Jahren aktiv war.
Kurikkala, der für den Kalajoen Junkkarit startete, errang im März 1937 den zweiten Platz über 17 km bei den Lahti Ski Games. Bei den drei Weltmeisterschaften in den Jahren 1937, 1938 und 1939 gewann er zwei Gold- und eine Silbermedaille, unter anderem wurde er 1939 Weltmeister im 18-Kilometer-Lauf. Am erfolgreichsten war er bei den Weltmeisterschaften 1941 in Cortina d’Ampezzo mit Gold in der Staffel und über 50 km sowie Silber über 18 km. Die FIS erklärte jedoch diese Weltmeisterschaften fünf Jahre später für ungültig, weshalb diese Medaillen keinen offiziellen Status mehr haben. Ende Februar 1939 wurde er Dritter über 50 km und im März 1943 Zweiter über 18 km bei den Lahti Ski Games. Im Jahr 1944 gewann er bei den Lahti Ski Games den 50-km-Lauf. Bei finnischen Meisterschaften siegte er 1936 über 17 km und 1944 über 50 km. Bei den Olympischen Sommerspielen 1948 in London startete er im Marathonlauf und belegte dabei den 13. Platz in einer Zeit von 2:42:48.

## Erfolge
- Nordische Skiweltmeisterschaften 1937 in Chamonix: Silber mit der Staffel
- Nordische Skiweltmeisterschaften 1938 in Lahti: Gold mit der Staffel
- Nordische Skiweltmeisterschaften 1939 in Zakopane: Gold über 18 km